# جون دتون
جون دتون (بالإنجليزية: John Dutton)‏ هو لاعب كرة قدم أمريكية أمريكي، ولد في 20 سبتمبر 1975 في شاطئ نيوبورت في الولايات المتحدة.